# Jon Gerrard
Jon Gerrard, né le 13 octobre 1947 à Birmingham, au Royaume-Uni, est un homme politique canadien, membre du Parti libéral du Manitoba, dont il est le chef de 1998 à 2013.

## Biographie

### Jeunesse et études
Jon Gerrard est né à Birmingham, en Angleterre, mais il grandit à Saskatoon en Saskatchewan. En 1967, il obtient un baccalauréat en arts en économie de l'université de la Saskatchewan, suivi en 1971 d'une maîtrise de l'université McGill à Montréal, enfin en 1976, d'un doctorat de l'université du Minnesota et un certificat en pédiatrie de l'Académie américaine de pédiatrie. En 1982, Jon Gerrard devient par ailleurs membre du Collège royal des médecins et chirurgiens du Canada, dans sa spécialité. 

### Carrière professionnelle
Il dirige le département de pédiatrie/hématologie-oncologie à l'hôpital pour enfants de Winnipeg. Il enseigne également à la faculté de médecine de l'université du Manitoba. 

### Carrière politique

#### Politique nationale
Le 25 octobre 1993, Jon Gerrard fait ses débuts en politique en étant élu sous la bannière libérale, député dans la circonscription de Portage—Interlake à la Chambre des communes du Canada. Le 4 novembre suivant, il est nommé secrétaire d'État aux Sciences, à la Recherche et au Développement dans le gouvernement de Jean Chrétien. Le 25 janvier 1996, il est en outre chargé des fonctions de secrétaire d'État chargé de la Diversification de l'économie de l'Ouest canadien. Battu dans la nouvelle circonscription de Selkirk—Interlake lors de l'élection fédérale de juin 1997, il quitte ses fonctions au gouvernement et retourne à son travail de médecin à l'hôpital de Winnipeg.

#### Politique provinciale
Il revient à la politique dès l'année suivante, lorsqu'il est élu chef du Parti libéral du Manitoba le 18 octobre 1998. Lors de l'élection générale du 21 septembre 1999, il est élu député à l'Assemblée législative du Manitoba dans la circonscription de River Heights. Il est réélu en 2003, en 2007 et en 2011.
Le 26 octobre 2013, Rana Bokhari lui succède à la tête du Parti libéral.